# Madla z cihelny
Madla z cihelny je česká komedie režiséra Vladimíra Slavínského z roku 1933.

## Tvůrci
- Námět: Olga Scheinpflugová divadelní hra Madla z cihelny
- Režie: Vladimír Slavínský
- Výroba: Ufa